# Hannah Gluckstein
Gluck, nascida Hannah Gluckstein, (Londres, 13 de agosto de 1895 – Steyning, 10 de janeiro de 1978) foi uma pintora britânica, que rejeitou qualquer nome próprio ou honorífico (como "Miss" ou "Mr"), também usando os nomes Peter e Hig. Gluck se juntou à colônia de artistas de Lamorna perto de Penzance, e foi notada por retratos e pinturas florais, bem como um novo design de moldura de quadro. Os relacionamentos de Gluck com várias mulheres incluíram um com Nesta Obermer: o autorretrato conjunto da artista com Obermer (Medallion) é visto como uma declaração lésbica icônica.